# Sagir (Schiff, 1825)
Die Sagir war das zweite Dampfschiff der Osmanischen Marine.

## Geschichte
Das Schiff sollte ursprünglich als Paketschiff zwischen Neapel und Palermo pendeln. Aus diesem Grund wurde es auch auf den Namen Trinacria (antiker Name von Sizilien) getauft. Als es jedoch von der General Steam Navigation Company am 1. Juli 1825 übernommen wurde, wurde es nach dem Bruder des Firmengründers Hylton Jolliffe benannt und als Paketschiff zwischen London und Hamburg eingesetzt. Ein Jahr später fuhr das Dampfschiff von London über Scarborough nach Newcastle.
1829 wurde das Schiff von den Osmanen gekauft und am 30. Mai 1829 nach Istanbul überführt. Um die russische Blockade während des Russisch-Türkischen Krieges zu durchbrechen, fuhr das Schiff unter britischer Flagge. Der Raddampfer wurde mit zwei Kanonen ausgerüstet und in Sagir umbenannt. Erst diente sie dem Sultan Mahmud II. als Yacht und später der Osmanischen Marine. Da es in der Osmanischen Marine kaum Erfahrung mit Dampfschiffen gab kommandierte der britische Captain Kelly das Schiff.